# 俄罗斯伊尔库茨克国立技术大学

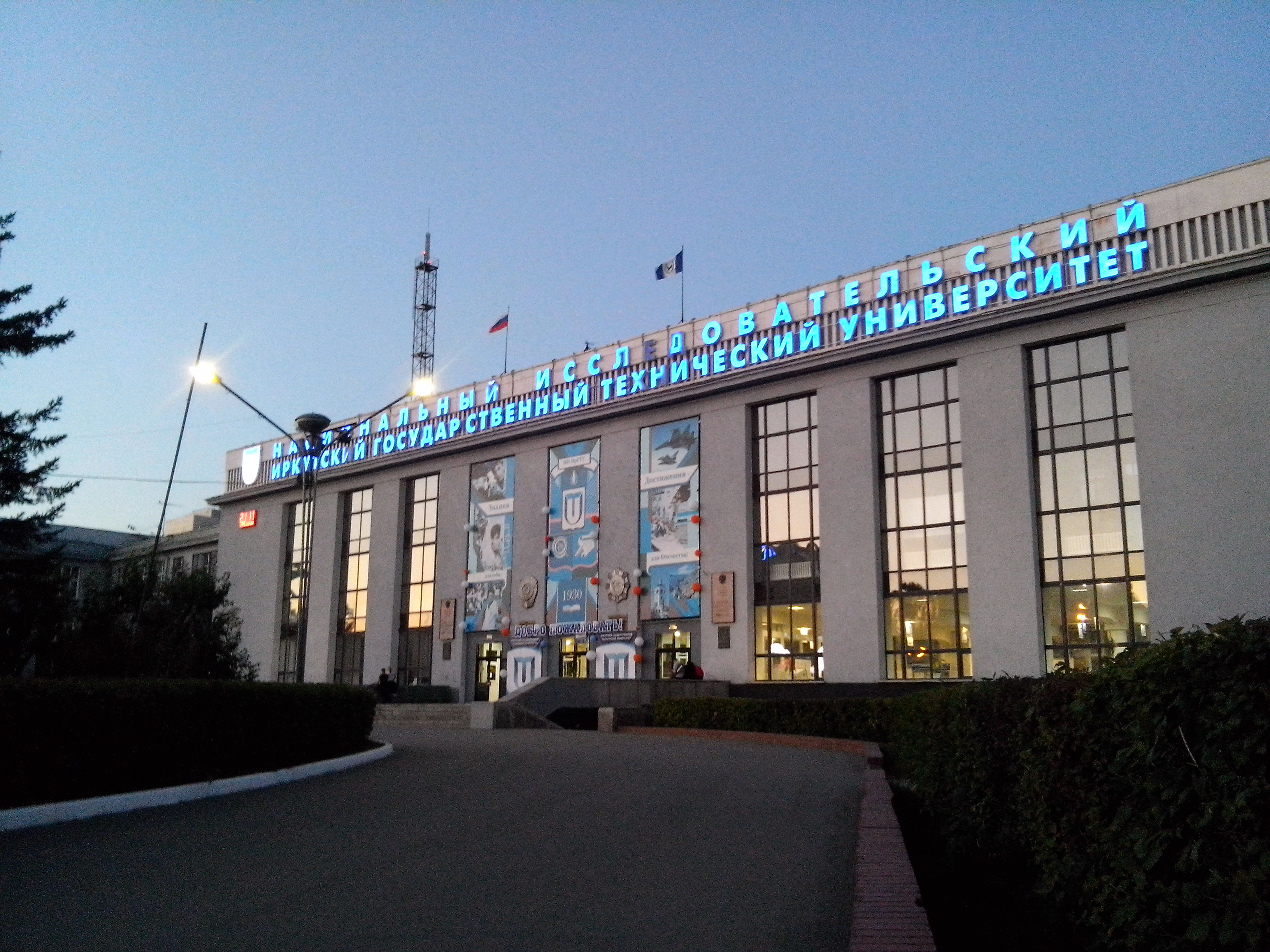
大學一景。

俄罗斯伊尔库茨克国立技术大学（俄语：Иркутский национальный исследовательский технический университет），是一所俄罗斯的工业学院，在1930年成立。在一個針對前300家俄羅斯大公司的問卷中，俄罗斯伊尔库茨克国立技术大学是所有俄罗斯大學中排名11名，是在西伯利亞及遠東區大學的第1名。